# Linnerheide
De Linnerheide is een natuurgebied ten oosten van Linne en ten noordwesten van Sint Odiliënberg in de Nederlandse provincie Limburg.
Het gebied is, samen met het naastgelegen Mortelshof, 125 ha groot. Het is sinds 2000 in bezit van de stichting Het Limburgs Landschap, voordien was het eigendom van de voormalige gemeente Ambt Montfort. 
Vroeger was dit een heidegebied, gelegen op een oude stroomrug van de Roer. Het werd aangeplant met productiebos, waarbij onder andere een aanplant van zoete kers, en verder gemengd naald- en loofbos. Hier vindt men de kleine bonte specht en de buizerd.
Het gebied nabij Mortelshof is een akkergebied dat beheerd wordt als akkerreservaat. In de winter vindt men er de blauwe kiekendief en de ruigpootbuizerd.
Binnen het gebied is een wandelroute uitgezet.